# Liobagrus styani
Liobagrus styani és una espècie de peix de la família dels amblicipítids i de l'ordre dels siluriformes.

## Morfologia
- Els mascles poden assolir 8,5 cm de longitud total.[1][2]

## Hàbitat
És un peix d'aigua dolça i de clima temperat.

## Distribució geogràfica
Es troba a Àsia: la Xina.